# Цілющий лиман
Цілю́щий лима́н — солоне озеро в Україні, в межах Приморського району Запорізької області. 

## Розташування
Цілющий лиман розташований на південь/південний схід від міста Приморська, на березі Азовського моря, від якого відокремлений піщаним пересипом. 

## Опис
Довжина лиману 2,2 км, ширина 0,5 км, глибина бл. 1 м, площа поверхні 1,1 км². Улоговина видовженої форми. Береги піщані, низькі, крім південно-західних, які підвищенні, глинисті. Лиман живиться за рахунок води, що надходить з моря. Температура води +25, +27, іноді сягає +30, +35. Льодовий режим узимку нестійкий. Дно піщане, з черепашкою, вкрите шаром лікувальної грязі чорного та сірого кольору, яку використовують для грязелікування. 